# Péter Krempels
Péter Vilmos Krempels, född 17 september 1897 i Budapest, död där i februari 1978, var en ungersk ishockeyspelare. Krempels var med i det ungerska ishockeylandslaget som kom på elfte plats och  sista plats, i olympiska vinterspelen 1928 i Sankt Moritz.